# Kirche von Västergarn

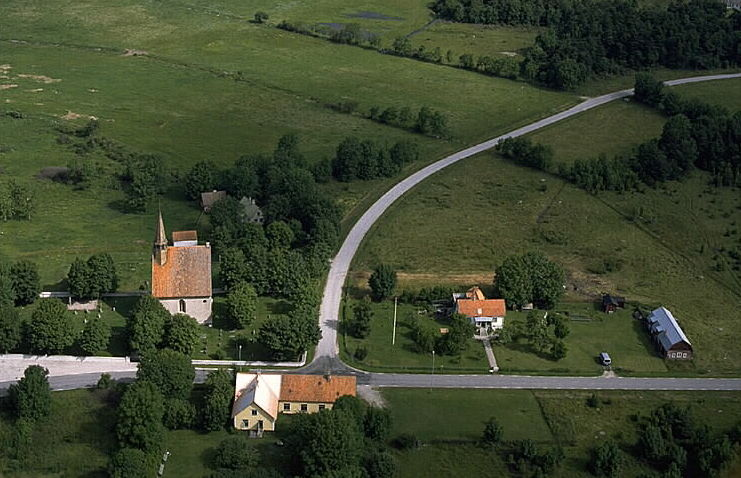
Västergarn mit Kirche

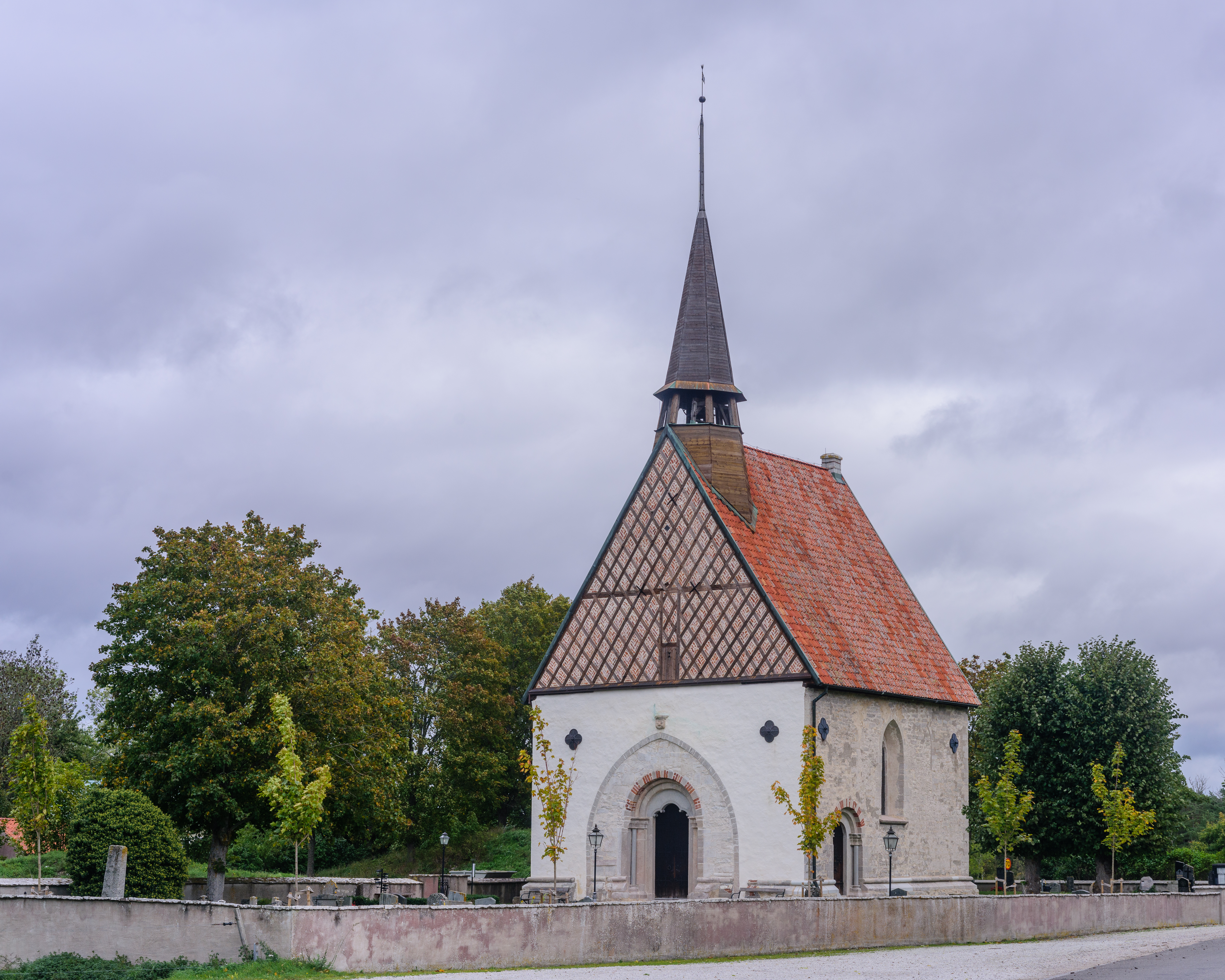
Kirche von Västergarn mit Dachreiter

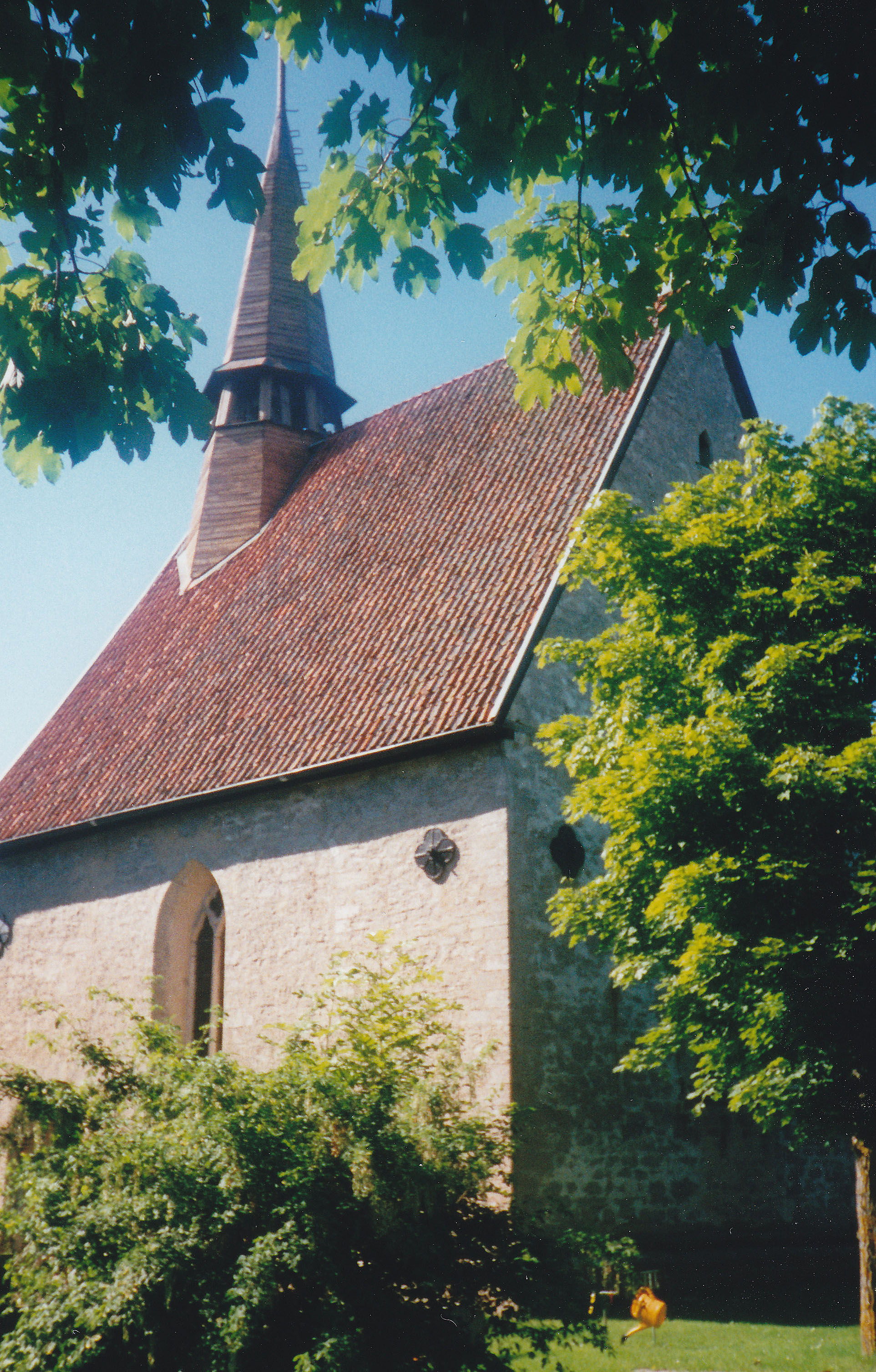
Seitenansicht der Kirche

Die Kirche von Västergarn (schwedisch Västergarns kyrka) steht in Västergarn, jenem schwedischen Ort auf Gotland, der im Mittelalter wegen seines Hafens neben Visby der bedeutendste an der Westküste war. Seine Blütezeit dürfte in der Nachfolge des nahen, verlandeten Paviken im 13. Jahrhundert gelegen haben. Der Ort hatte eine stadtähnliche Bebauung, die zum Land hin (wie bei Haithabu) von einem halbkreisförmigen, noch heute zum größten Teil erhaltenen Wall umschlossen wurde. Beim Streit zwischen Visby und dem flachen Land, der im Bürgerkrieg von 1288 mit der Niederlage der Bauern endete, scheint Västergarn Bedeutung als Hauptort der Landbevölkerung besessen zu haben. Die Kirche gehört zur Kirchengemeinde (schwedisch: församling) Sanda, Västergarn und Mästerby.

## Lage
Västergarn liegt an der Straße 140 von Visby nach Klintehamn, 24 km südlich von Visby und 7 km nördlich von Klintehamn.

## Kirchengebäude
Die Kirche von Västergarn besteht aus einem einzigen nahezu quadratischen Raum, der wahrscheinlich Mitte des 13. Jahrhunderts als Chor für einen größeren Kirchbau errichtet worden ist. Der Bau wurde aber bereits Ende des 13. Jahrhunderts durch größere Fensteröffnungen im Süden und Osten modernisiert. Im Zusammenhang mit dem Umbau wurde der Triumphbogen zugemauert und ein rundbogiges Portal eingesetzt, das seinen Platz ursprünglich vermutlich im geplanten Langhaus haben sollte. Eine oberhalb des Portals gelegene Konsole in Form eines Kopfes deutet darauf hin, dass das Langhaus eingewölbt werden sollte. Wahrscheinlich konnte der Bau nicht vollendet werden, weil der Bürgerkrieg zu einem wirtschaftlichen Rückgang führte. Heute dient allein der Chor als Raum für den Gottesdienst. Der Raum wird von einem achtkappigen Zeltgewölbe bedeckt. In der recht tiefen Nordwand liegt eine Treppe, die zum Dachreiter führt. Im östlichen Teil der Nordwand ist ein schmaler, rechteckiger Raum ausgespart, der als Sakristei dient.

## Einrichtung
Die Einrichtungsgegenstände stammen hauptsächlich aus dem 17. Jahrhundert. Das Gestühl, die in der nordöstlichen Ecke des Kirchenraums in Höhe des Altars platzierte Kanzel sowie die Empore mit Malereien, die Christus und die Apostel darstellen. Der Altaraufsatz aus Sandstein, datiert von 1641, zeigt im Mittelfeld als Relief das Opfer Abrahams, die Bemalung ist größtenteils ursprünglich. Auf dem Oberteil sind die Initialen des dänischen Königs Christian IV. (1588–1648), sowie das Wappen des Lehnsherrn Holger Rosencrantz und seiner Frau Viveka Tott zu sehen. Die aus dem Jahre 1592 stammende Taufe ist in einer für Gotland sehr ungewöhnlichen Art und Weise aus zwei Sandsteinblöcken gefertigt. Das Votivschiff wurde einer Inschrift zufolge 1637 von Marcus Schröder gestiftet, der zu jener Zeit Hafenvogt in Västergarn und einer der mächtigsten Männer auf Gotland war.
Die Kirche wurde 1966 einer Restaurierung des Innenraums nach Plänen des Architekten Olle Karth unterzogen.

## Umgebung
Nordöstlich der Kirche befindet sich die Ruine eines großen runden Kastals (Verteidigungsturm), das vergleichbar mit Sundre und Öja, wahrscheinlich Ende des 12. Jahrhunderts errichtet worden ist. Reste eines romanischen Kirchbaus, der aus einem Chor mit Apsis, einem rechteckigen Langhaus und einem Turm bestand, liegen nordwestlich der Kirche. Diese erste Steinkirche von Västergarn dürfte in der zweiten Hälfte des 12. Jahrhunderts errichtet worden sein. Dabei ist die neue, größere Kirche nicht um die Fundamente der alten errichtet worden. Die Fundamente der Vorgängerbauten sind fast ausnahmslos innerhalb der neuen Kirchen vorgefunden worden.

## Name
Der Name des Kirchspiels ist erstmals im Jahr 1304 als Garnae belegt. Die Himmelsrichtung Väster- wurde dem Namen später hinzugefügt, um es vom Ort Östergarn an der Ostküste Gotlands unterscheiden zu können. Eventuell ist der erste Nachweis des Namens bereits durch Saxo Grammaticus im 12. Jahrhundert gegeben, der einen Hafen bei Garn beschreibt. Unter Umständen ist damit der Naturhafen Paviken nördlich von Västergarn gemeint.

## Bilder

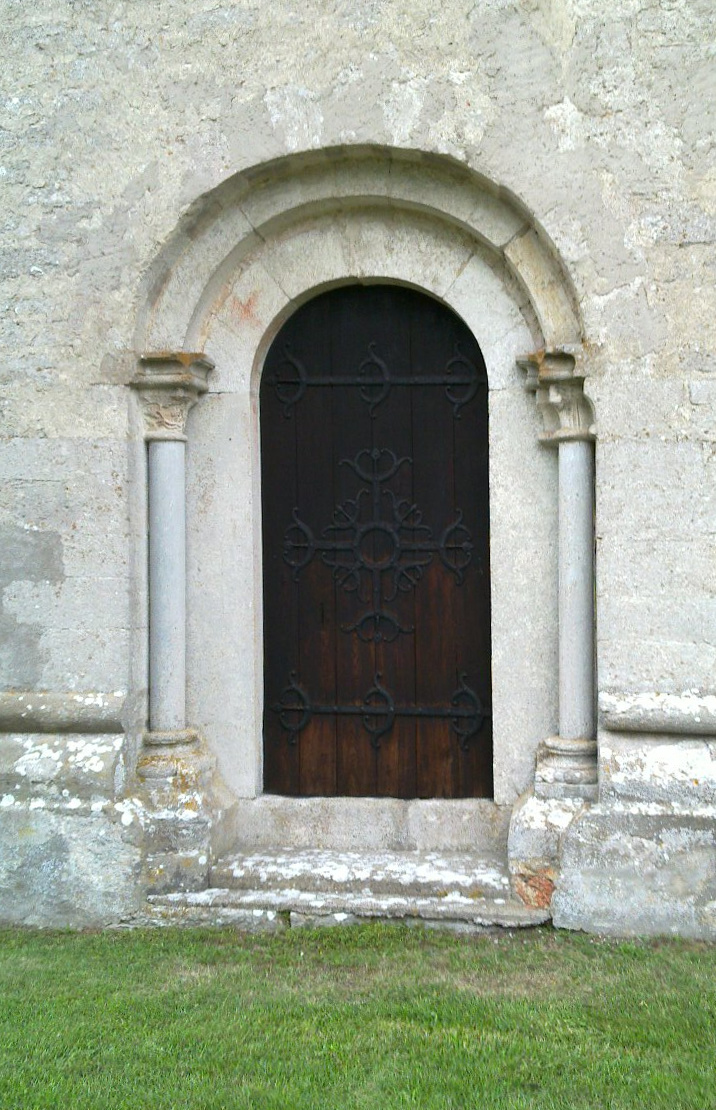
Portal
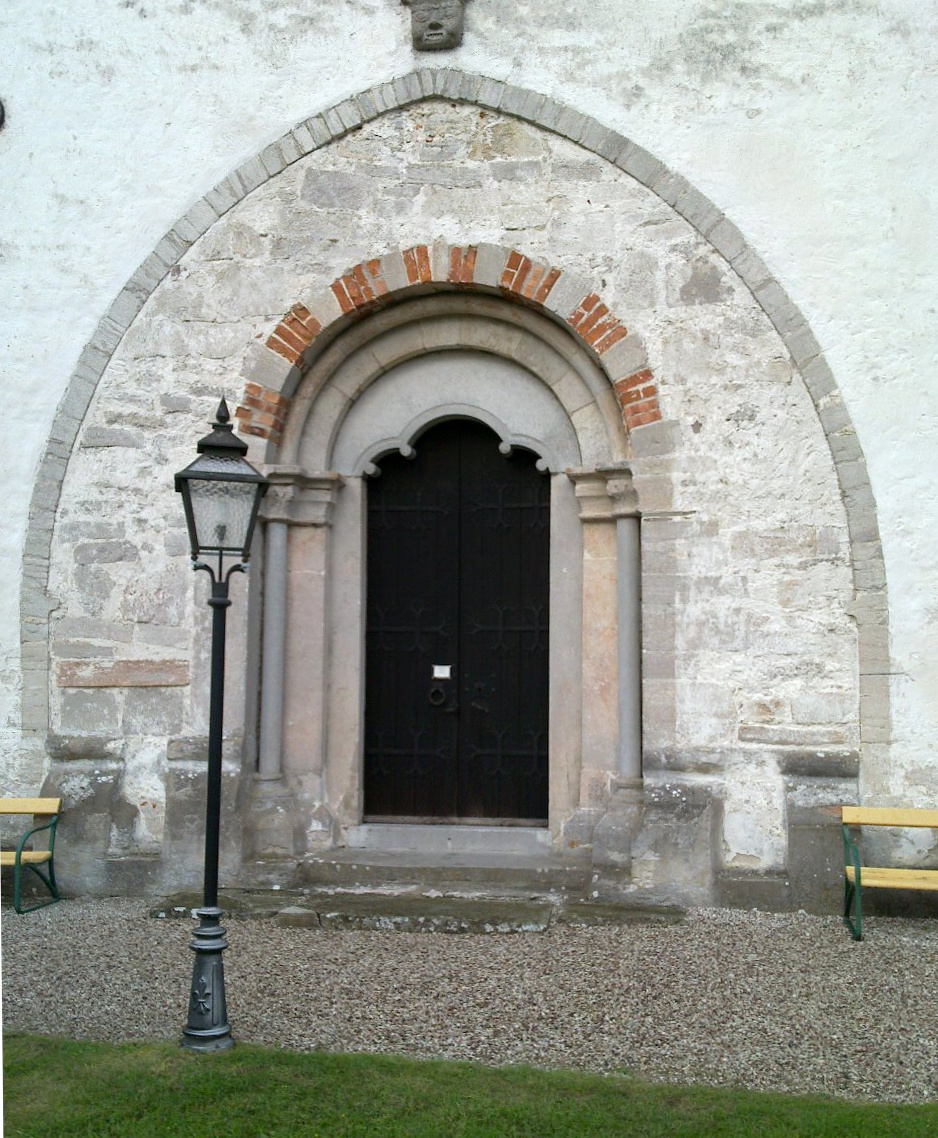
Ungenutzter Turmbogen
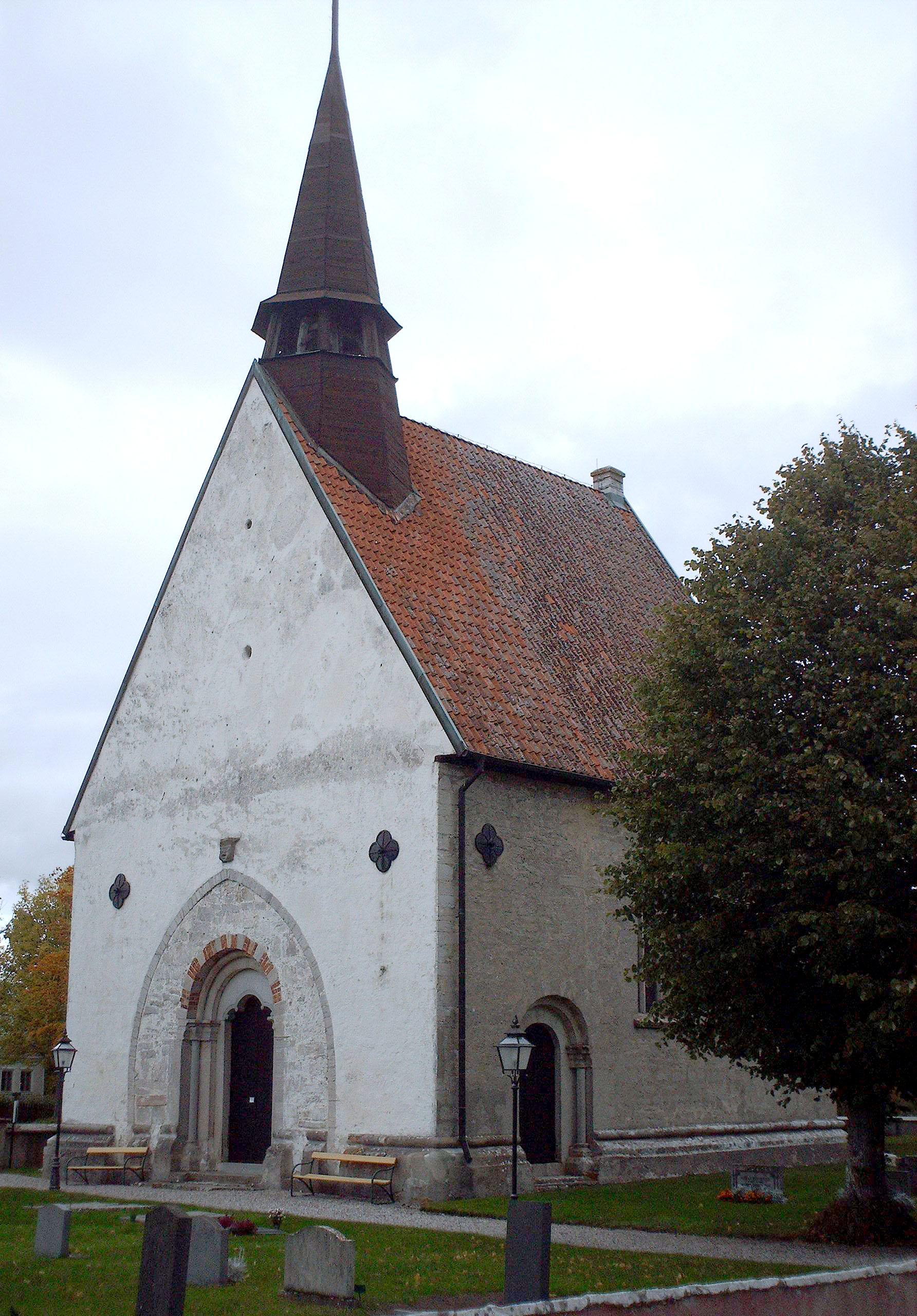
Kirche von Västergarn
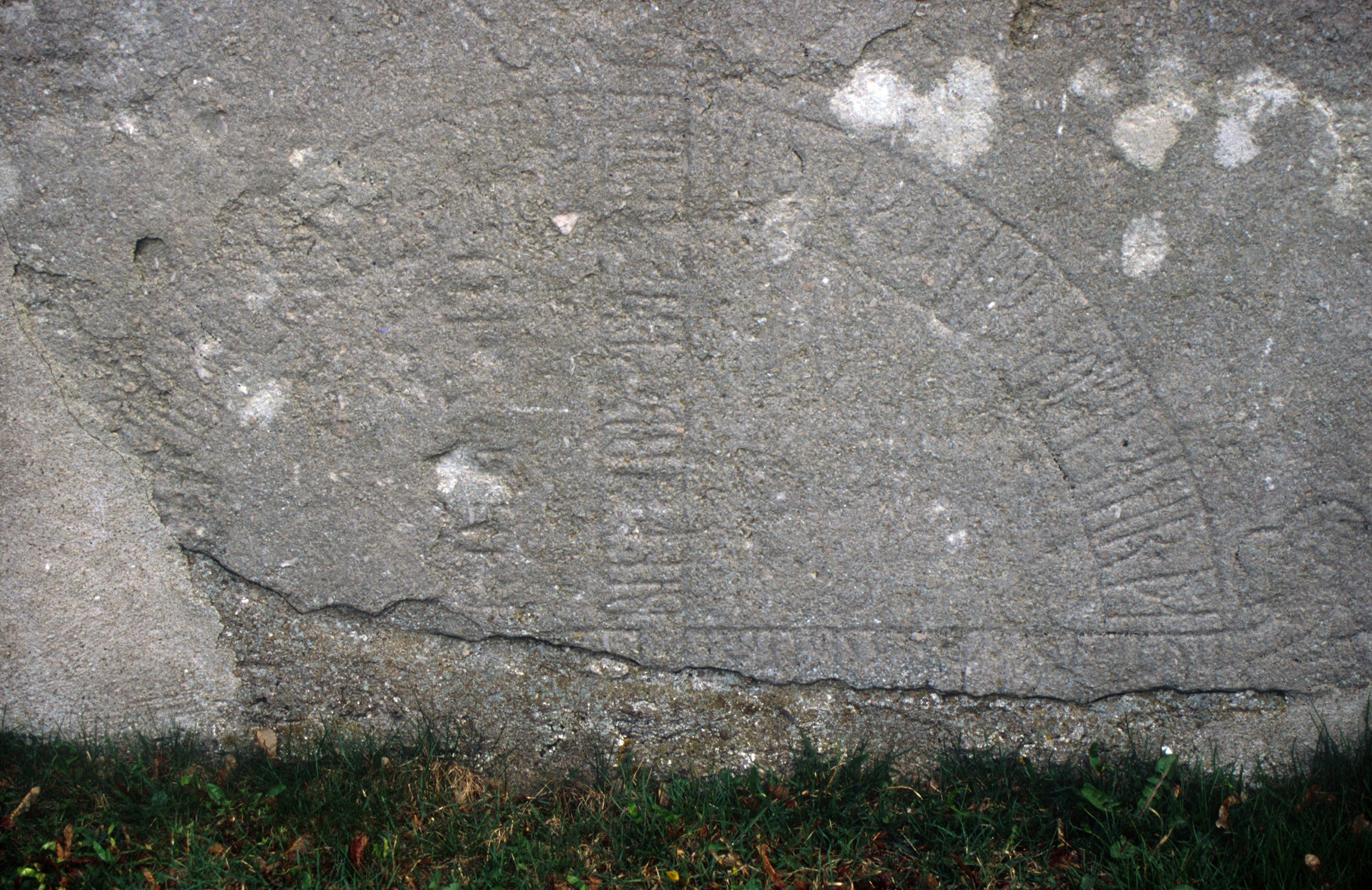
Runeninschrift G 192 auf dem Friedhof